# بشناق كرواتيا
بشناق كرواتيا، هي واحدة من الأقليات العرقية في جمهورية كرواتيا، وهم من البشناق. في تعداد عام 2011، سُجّل 31,479 من البشناق في كرواتيا بما يوازي 0,73% من جملة السكان، مما يجعلها ثالث أكبر مجموعة عرقية في البلاد. يُعترف بالبشناق رسمياً كأقلية وطنية أصيلة، وعلى هذا النحو، فإن لها الحق في انتخاب ممثل خاص في البرلمان الكرواتي مع أربع أعضاء من الأقليات القومية الأخرى. ويعيش معظم البشناق في العاصمة زغرب (8,119 نسمة)، وفي مقاطعة إستريا (6,146 نسمة) ومقاطعة بريموريه-غورسكي كوتار (4,877 نسمة).